# (245) Вера
(245) Вера (лат. Vera) — очень большой астероид главного пояса, который был открыт 6 февраля 1885 года английским астрономом Норманом Погсоном в Мадрасской обсерватории индийского города Ченнай. Происхождение названия астероида неизвестно.

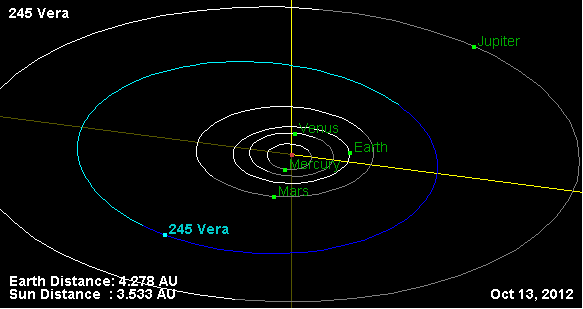
Орбита астероида Вера и его положение в Солнечной системе